# باکونی‌چرنیه
باکونی‌چِرِنیِه (به مجاری: Bakonycsernye) یک شهرداری در مجارستان است که در ناحیه مور واقع شده‌است. باکونی‌چرنیه ۳۸٫۱۰ کیلومتر مربع مساحت و ۳٬۸۷۹ نفر جمعیت دارد.

## خواهرخوانده
شهر Nova Crnja خواهرخواندهٔ باکونی‌چرنیه هست.